# Relaciones Albania-Sudáfrica
Las relaciones entre Albania y Sudáfrica se refieren a las relaciones diplomáticas formales entre la República de Albania y la República de Sudáfrica, establecidas en 1992, con la ya República de Albania tras la etapa comunista y las primeras elecciones multipartidistasy la Sudáfrica de finales del apartheid durante la presidencia de Frederik de Klerk.

## Historia

### Previo al establecimiento de relaciones diplomáticas
En 1979, la familia real albanesa (Casa de Zogu) exiliada en España y bajo el liderazgo de Leka Zogu Skander (coronado como Leka de Albania en el Hotel Bristol de Benidorm, España), debió abandonar el país que les había acogido desde 1961 después de que un registro de su mansión en Pozuelo de Alarcón, conocida por la prensa rosa española como «Nuestra Señora de Guadalupe», diese con una considerable cantidad de armamento bélico.
Tras negociaciones con el Ministerio de Asuntos Exteriores español con apoyo de la Casa Real española de Juan Carlos I de Borbon, que conoció personalmente a Leka antes de ser coronado Rey de España, se le permitió a la familia abandonar el país vía aérea con destino a Gabón, donde el presidente El Hadj Omar Bongo Ondimba le prometió protección. El avión gabonés jamás llegó y, tras una nueva intervención de la Casa Real española, el ejecutivo de Adolfo Suárez fletó un avión de Spantax que llevó a la familia a Libreville (Liberia). Una vez aterrizados, las autoridades liberianas exigieron el pago de 35 millones de pesetas por adelantado a la familia para permitirles desembarcar. La diplomacia española intervino y, tras un día estacionados en la pista del aeropuerto de Libreville, el avión de Spantax puso rumbo el 3 de febrero de 1979 a Rodesia del Sur, donde Ian Douglas Smith había expresado su aprobación para acoger a tan peculiares pasajeros.
En 1980, la conversión de Rodesia en Zimbabue y la llegada al ejecutivo del futuro dictador Robert Mugabe, no presagió buenos momentos para la Casa de Zogu, que volvió a mudarse. En esta ocasión se marcharon a Sudáfrica, donde fue acogido con la condición de diplomático y residencia oficial en Johannesburgo.
Esta condición no favoreció las relaciones entre la Albania comunista y la Sudáfrica del apartheid, pues se consideraba que Leka estaba llevando a cabo movimientos subversivos contra el gobierno albanés con el fin de restaurar la monarquía en el país. Incluso, tras un ataque de una milicia de exiliados que atacó la costa albanesa el 26 de septiembre de 1982, se catalogó por las agencias de información como milicias monárquicas bajo las órdenes directas del rey. El mismo año de 1982 había nacido el único hijo de Leka, Leka Anwar Zog Reza Baudouin Msiziwe Zogu, jefe de la Casa de Zogu desde el 30 de noviembre de 2011 y actual pretendiente al trono albanés, aunque él mismo se comprometió a no llevar a cabo actos subversivos y es empleado por el Ministerio del Interior albanés.

### Establecimiento de relaciones formales
La formalización de relaciones diplomáticas entre las Repúblicas de Albania y Sudáfrica no llegó hasta 1992, tras las Elecciones parlamentarias de Albania de 1992, las primeras multipartidistas de su historia con campaña previa (pues las elecciones constituyentes del año anterior apenas tuvieron campaña política como tal). Tras estas elecciones, Aleksandër Meksi se convirtió en Primer ministro de Albania y Sali Berisha en presidente de un primer mandato lleno de retos que afrontar para una Albania que pasó gran parte de la Guerra Fría en un estado autárquico. Además, Leka se trasladó de Johannesburgo a Tirana (Albania), aprovechando que el nuevo régimen de su país le permitía buscar apoyos desde su tierra natal.
Al mismo tiempo, Sudáfrica había vivido con el régimen del Apartheid, que también le había llevado a un aislacionamiento internacional considerable, si bien no había llegado a barajar la posibilidad de establecer relaciones diplomáticas con estados comunistas o socialistas, temeroso de la influencia del comunismo durante el proceso de descolonización de África. Para la década de 1990, la llegada de Frederik de Klerk (NP) a la presidencia comenzó a cimentar el fin de este sistema, siendo en 1992 el último año en el que sólo la minoría blanca tuviese el derecho al sufragio.
En 1992, comenzaron las relaciones diplomáticas entre ambas repúblicas, si bien no fue hasta diciembre de 1993 que estas se formalizarían protocolariamente.
Hasta la fecha, las relaciones diplomáticas entre ambos estados no han sido especialmente prioritarias para ninguna de las dos partes, teniendo Sudáfrica relegada la actividad consular para con Albania a la embajada en Italia, aunque sí mantiene un consulado honorario en Tirana; mientras que Albania por su parte no mantiene ninguna misión diplomática para con el país africano.

## Intercambio comercial
La exportaciones de Albania a Sudáfrica apenas suponen poco más de 1 millón y medio de dólares estadounidenses siendo los productos de zapatería y cuero su producto estrella. Por su parte, las exportaciones de Sudáfrica a Albania suponen algo más de 40 millones de dólares estadounidenses para la industria sudafricana, siendo los productos de Ferroaleación los productos estrella.